# Myrosmodes cochleare
Myrosmodes cochleare är en orkidéart som beskrevs av Leslie Andrew Garay. Myrosmodes cochleare ingår i släktet Myrosmodes och familjen orkidéer. Inga underarter finns listade i Catalogue of Life.